# San Giorgio delle Pertiche
San Giorgio delle Pertiche är en ort och kommun i provinsen Padova i regionen Veneto i Italien. Kommunen hade 10 174 invånare (2018).